# Telipna acraea
Telipna acraea là một loài bướm xanh phân bố ở Tây Phi.

## Phân loài
- Telipna acraea acraea
- Telipna acraea fervida (Grose-Smith & Kirby, 1890)
- Telipna acraea nigrita Talbot, 1935